# Giourkas Seitaridis
Georgios Dimitrios "Giourkas" Seitaridis (på græsk Γιούρκας Δημήτριος Σειταρίδης) (født 4. juni 1981 i Piræus, Grækenland) er en græsk tidligere fodboldspiller, der spillede som forsvarsspiller. Gennem karrieren repræsenterede hand blandt andet Panathinaikos i sit hjemland, spanske Atlético Madrid, russiske Dynamo Moskva, portugisiske FC Porto samt for Giannina FC i sit hjemland
Seitaridis vandt med Panathinaikos både mesterskabet og pokalturneringen i Grækenland i såvel 2004 som 2010. Efter skiftet til FC Porto var han her med til at vinde Intercontinental Cup.

## Landshold
Seitaridis nåede gennem karrieren 72 kampe og én scoring for Grækenlands landshold, som han debuterede for den 13. februar 2002 i et opgør mod Sverige. Han var en del af den græske trup der blev europamestre ved EM i 2004 i Portugal. Han var også med på holdet der fire år senere ikke formåede at forsvare sin titel ved EM i Østrig og Schweiz. 

## Titler
Græsk Liga
- 2004 og 2010 med Panathinaikos

Græsk Pokalturnering
- 2004 og 2010 med Panathinaikos

Intercontinental Cup
- 2004 med FC Porto

EM
- 2004 med Grækenland